# Nat
 For alternative betydninger, se Nat (flertydig). (Se også artikler, som begynder med Nat)
Natten er astronomisk set tidsrummet fra solnedgang til solopgang, hvor Solen er under horisonten. Ofte bruges nat også om tusmørke.
Det betyder at nattens længde, astronomisk set, varierer meget afhængigt af sted og årstid. I dagligsprog vil man med nat i stedet ofte mene perioden mellem aften og morgen hvor det er normalt at sove eller hvile. Det er ingen præcis definition på nat i denne betydning. Arbejdstidsloven definerer natperioden som et tidsrum på mindst 7 timer som inkluderer tiden fra midnat til kl. 5. Hvis ikke andet er aftalt, er det nærmere bestemt fra kl. 22 til kl. 5. Meteorologisk institutt i Norge bruger ordet "natt" i vejrudsigter til at betegne tidsrummet fra kl. 0 til kl. 6.
Det er nat på lidt under halvdelen af Jordens område på ethvert tidspunkt. Når det er nat på den ene side af planeten, er det dag på den anden side. På grund af Jordens rotation om sin akse, er det skiftevis dag og nat, hvilket tilsammen udgør et døgn på 24 timer. Nætterne er kortere om sommeren og længere om vinteren. 
Om efteråret og foråret forekommer jævndøgn, hvor nat og dag har samme længde (forholdet mellem nat og dag er 1:1). Solhverv om sommeren og vinteren markerer henholdsvis den korteste og længste nat.
Jo nærmere man er på Nordpolen eller Sydpolen, desto større er variationen i nætternes længde.
Gennem tiderne har natten primært været det tidspunkt, hvor man hviler sig, fordi arbejde er besværliggjort af mørket. Efterhånden som kunstig belysning er blevet bedre og mere udbredt, er menneskets aktivitet om natten steget og har mange steder haft indflydelse på økonomien. Det er videnskabeligt bevist, at natarbejde påvirker kroppens naturlige døgnrytmer og søvnen negativt, ligesom der er en sammenhæng mellem natarbejde og øget risiko for ulykker, visse kræftformer og abort.
Selv uden kunstig belysning kan måneskinnet på nogle tidspunkter gøre det muligt til en vis grad at arbejde eller rejse udendørs om natten.
I flere kulturer anvendes betragtes natten som døgnets første del. Det ses på engelsk ved, at tidsforløb historisk har været opgjort i nætter - eksempelvis i udtrykket fortnight, der betyder 14 dage. Når nat beskrives i forhold til en ugedag eksempelvis "mandag nat", så betegner det natten mellem denne dag og den næste. Omvendt er eksempelvis julenat natten før juledag
Natten associeres ofte med fare, fordi banditter og farlige dyr kan skjule sig i mørket. Troen på magi involverer ofte den ide, at magi og troldmænd virker kraftigere om natten. Tilsvarende menes vampyrer og varulve at være mere aktive om natten.